# Ley de Respeto al Matrimonio
La Ley de Respeto al Matrimonio (en inglés: Respect for Marriage Act, RFMA) es una ley federal fundamental de los Estados Unidos aprobada por el 117.º Congreso en 2022 y promulgada por el presidente Joe Biden. Deroga la Ley de Defensa del Matrimonio (DOMA), exige que el gobierno federal de los EE. UU. y todos los estados y territorios del país (aunque no las tribus) reconozcan la validez de los matrimonios civiles entre personas del mismo sexo y de distinto origen racial en Estados Unidos, y protege la libertad religiosa. Su primera versión en 2009 fue respaldada por el exrepresentante republicano Bob Barr, autor original de la DOMA, y por el expresidente Bill Clinton, quien promulgó la DOMA en 1996. Variantes de la propuesta fueron presentadas en los Congresos 111.º, 112.º, 113.º, 114.º y 117.º.
El 26 de junio de 2015, la Corte Suprema de los Estados Unidos falló en el caso Obergefell v. Hodges que la Decimocuarta Enmienda exige que todos los estados del país reconozcan los matrimonios entre personas del mismo sexo. Esta decisión volvió inaplicable la última disposición vigente de la DOMA y convirtió el matrimonio igualitario en ley federal. El futuro del matrimonio entre personas del mismo sexo en Estados Unidos volvió a quedar en entredicho en 2022, cuando una opinión concurrente del juez Clarence Thomas en el caso Dobbs v. Jackson Women's Health Organization argumentó que la Corte “debería reconsiderar” el fallo de Obergefell. La RFMA derogó oficialmente la DOMA y exige que el gobierno federal reconozca los matrimonios entre personas del mismo sexo y de distinto origen racial, codificando partes de Obergefell, del fallo de 2013 en United States v. Windsor y del fallo de 1967 en Loving v. Virginia. Además, obliga a todos los estados y territorios de EE. UU. a reconocer la validez de los matrimonios entre personas del mismo sexo y de distinto origen racial si fueron celebrados en una jurisdicción donde estos sean legales; esto extiende el reconocimiento del matrimonio igualitario a Samoa Americana, el único territorio estadounidense que aún se negaba a celebrar o reconocer dichos matrimonios.
En julio de 2022, la RFMA fue reintroducida en el Congreso, con revisiones que incluían protecciones para los matrimonios interraciales. La ley fue aprobada por la Cámara de Representantes en una votación bipartidista el 19 de julio de 2022. La senadora Tammy Baldwin, de Wisconsin, anunció el 14 de noviembre de 2022 que se había alcanzado un acuerdo bipartidista y que esperaban obtener los 60 votos necesarios para superar el filibusterismo. Una moción de clausura fue aprobada en el Senado por 62 votos a favor y 37 en contra el 16 de noviembre. El 29 de noviembre, el Senado aprobó la ley con una votación de 61 a 36, siendo la mayoría de los votos en contra provenientes de senadores republicanos del sur de Estados Unidos. El 8 de diciembre, la Cámara de Representantes aceptó la enmienda del Senado con una votación de 258 a 169, con un miembro que votó “presente” (abstención). 39 republicanos votaron a favor. El presidente Biden promulgó la ley el 13 de diciembre de 2022. Las encuestas de opinión pública sobre el matrimonio entre personas del mismo sexo en Estados Unidos indican que una amplia mayoría de los estadounidenses lo apoya; el matrimonio interracial cuenta con un apoyo prácticamente universal.
La versión final del proyecto de ley dividió a los grupos religiosos estadounidenses moralmente opuestos al matrimonio entre personas del mismo sexo; fue respaldada por algunos como un compromiso adecuado entre los derechos de las parejas LGBTQ y la libertad religiosa, una posición adoptada por la Iglesia de Jesucristo de los Santos de los Últimos Días, pero fue firmemente rechazada por la Conferencia de los Obispos Católicos de EE. UU. y la Convención Bautista del Sur debido a sus posturas sobre la ética sexual.Entre los grupos religiosos que apoyaron la ley se encuentran la Iglesia Episcopal, la Iglesia Evangélica Luterana en Estados Unidos, la Unión para el Judaísmo Reformista, la Iglesia Unida de Cristo, la Asociación Unitaria Universalista y la Iglesia Presbiteriana (EE. UU.).

## Antecedentes
Antes del fallo de la Corte Suprema en el caso Loving en 1967, las leyes contra el mestizaje aún estaban vigentes en 16 estados, todos los cuales prohibían el matrimonio interracial. Hasta 1996, el gobierno federal de los Estados Unidos reconocía de manera habitual los matrimonios celebrados legalmente en cualquier estado para efectos de la legislación federal. Tras una demanda fallida que buscaba legalizar el matrimonio entre personas del mismo sexo en Hawái, el Congreso de los Estados Unidos aprobó la Ley de Defensa del Matrimonio (DOMA), cuya una de sus secciones prohibía al gobierno federal reconocer matrimonios entre personas del mismo sexo. La Corte Suprema declaró inconstitucional esa sección en el fallo de 2013 del caso United States v. Windsor.
En junio de 2022, la Corte Suprema falló en el caso Dobbs v. Jackson Women's Health Organization que la Constitución no otorga el derecho al aborto, anulando así el precedente de 50 años establecido por Roe v. Wade. Al redactar la opinión mayoritaria, Samuel Alito afirmó que los temores de que los mismos argumentos que invalidaron Roe pudieran también afectar "asuntos como las relaciones sexuales íntimas, la anticoncepción y el matrimonio" eran "infundados". Sin embargo, en una opinión concurrente, Clarence Thomas sostuvo que la Corte debería ir más allá en futuros casos, reconsiderando otras decisiones pasadas del Corte Suprema que otorgaron derechos basados en el debido proceso fundamental, como Griswold v. Connecticut (el derecho a la anticoncepción), Obergefell v. Hodges (el derecho al matrimonio entre personas del mismo sexo) y Lawrence v. Texas (el derecho a tener relaciones sexuales privadas).
En respuesta, en julio de 2022 la Cámara de Representantes aprobó proyectos de ley destinados a proteger los derechos mencionados por Thomas, siendo la Ley de Respeto al Matrimonio la que garantizaba específicamente que el derecho a los matrimonios entre personas del mismo sexo y los matrimonios interraciales seguiría formando parte del marco legal federal, incluso si la Corte Suprema dictaminara en el futuro que dichos derechos no están constitucionalmente garantizados.

### Derogación de la Ley de Defensa del Matrimonio de 1996
La Ley de Respeto al Matrimonio derogó la Ley de Defensa del Matrimonio (DOMA) de 1996.
La DOMA impedía que el gobierno federal tratara como matrimonios a las parejas del mismo sexo que se hubieran casado conforme a la ley estatal. De este modo, la DOMA evitaba el reconocimiento federal de dichos matrimonios a efectos de beneficios del Seguro Social, beneficios fiscales y otros más.
Además, la DOMA establecía que la Cláusula de Plena Fe y Crédito de la Constitución no obligaba a los estados a reconocer los matrimonios entre personas del mismo sexo celebrados en otros estados. La decisión de la Corte Suprema en United States v. Windsor (2013) anuló esta sección de la DOMA, pero tras la revocación de Roe en el caso Dobbs, surgió la preocupación de que Windsor pudiera ser anulado por la Corte Suprema en el futuro.La RFMA reemplazó esa parte de la DOMA con una disposición que establece que la Cláusula de Plena Fe y Crédito exige el reconocimiento interestatal de los matrimonios entre personas del mismo sexo.

## Contenido
Además de exigir que todos los estados reconozcan los matrimonios interraciales o entre personas del mismo sexo celebrados en otra jurisdicción, ya sea nacional o extranjera, la ley también obliga a todos los territorios y posesiones de los Estados Unidos a reconocer los matrimonios realizados en otros lugares. Antes de la promulgación de la ley, Samoa Americana era el único territorio estadounidense que no celebraba ni reconocía matrimonios entre personas del mismo sexo, incluso si habían sido celebrados legalmente en otra jurisdicción de Estados Unidos o en el extranjero. La ley no se aplica a las naciones nativas americanas reconocidas a nivel federal, que son libres de establecer su propia política sobre la celebración y el reconocimiento de matrimonios.

### Válidez del matrimonio
Además de derogar la DOMA, la legislación establece un método para que el gobierno federal determine si un matrimonio es válido a efectos federales, un dilema legal conocido como “elección de leyes”. Previendo que los tribunales y funcionarios federales necesitarían determinar la validez, a nivel federal, de un matrimonio reconocido en un estado pero no en otro, o en un país extranjero pero no en todos los estados de EE. UU., la ley establece dos criterios. Si el matrimonio se celebró en un estado de EE. UU. (entendiéndose por “estado” también los territorios y el Distrito de Columbia), será válido a efectos federales si lo es en ese estado. Si fue celebrado en el extranjero, será válido a efectos federales si es reconocido como válido por al menos un estado de EE. UU.
Juristas debatieron si el lenguaje de la Ley de Respeto al Matrimonio era una solución adecuada al problema. Lynn Wardle escribió que la ley “está sustantivamente sesgada para eludir las políticas estatales que no permiten ni reconocen el matrimonio entre personas del mismo sexo” y que constituye “una violación del federalismo”. Por su parte, William Baude respaldó el lenguaje de la ley. Argumentó que las opciones son dar prioridad al lugar donde se celebra el matrimonio o al domicilio de la pareja casada, que el domicilio es más fácilmente manipulable, y que basar la elección de la ley en el lugar de celebración “fomenta la previsibilidad y la estabilidad”.
El jurista Ilya Somin escribe que la disposición que exige a los estados reconocer los matrimonios entre personas del mismo sexo celebrados en otros estados es más propensa a enfrentar problemas de constitucionalidad en el sistema judicial que las disposiciones relacionadas con la definición de matrimonio en la legislación federal. También señala que la ley contiene una cláusula de separabilidad, en caso de que alguna parte de la ley sea declarada inconstitucional.

## Progreso legislativo

### 111.º Congreso (2009-2011)

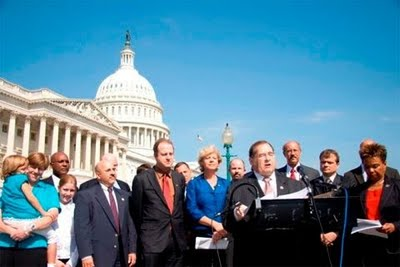
El representante Jerry Nadler presentando la Ley de Respeto al Matrimonio en 2009.

El proyecto de ley de 2009 fue presentado por el representante Jerrold Nadler, de Nueva York, el 15 de septiembre de 2009 y contó con 120 copatrocinadores.

### 112.º Congreso (2011-2013)
El proyecto de ley de 2011 fue presentado por el representante Jerrold Nadler, de Nueva York, el 16 de marzo de 2011, y una versión en el Senado de los EE. UU. fue presentada el mismo día por Dianne Feinstein, de California. El presidente Barack Obama anunció su apoyo al proyecto el 19 de julio de 2011.

#### Cámara de Representantes
En septiembre de 2011, Ileana Ros-Lehtinen, de Florida, se convirtió en la copatrocinadora número 125 del proyecto de ley en la Cámara de Representantes de los EE. UU. y en la primera miembro republicana del Congreso en anunciar su apoyo al proyecto. En diciembre de 2012, Richard Hanna y Charles Bass se convirtieron en los siguientes republicanos en copatrocinar el proyecto.

#### Senado

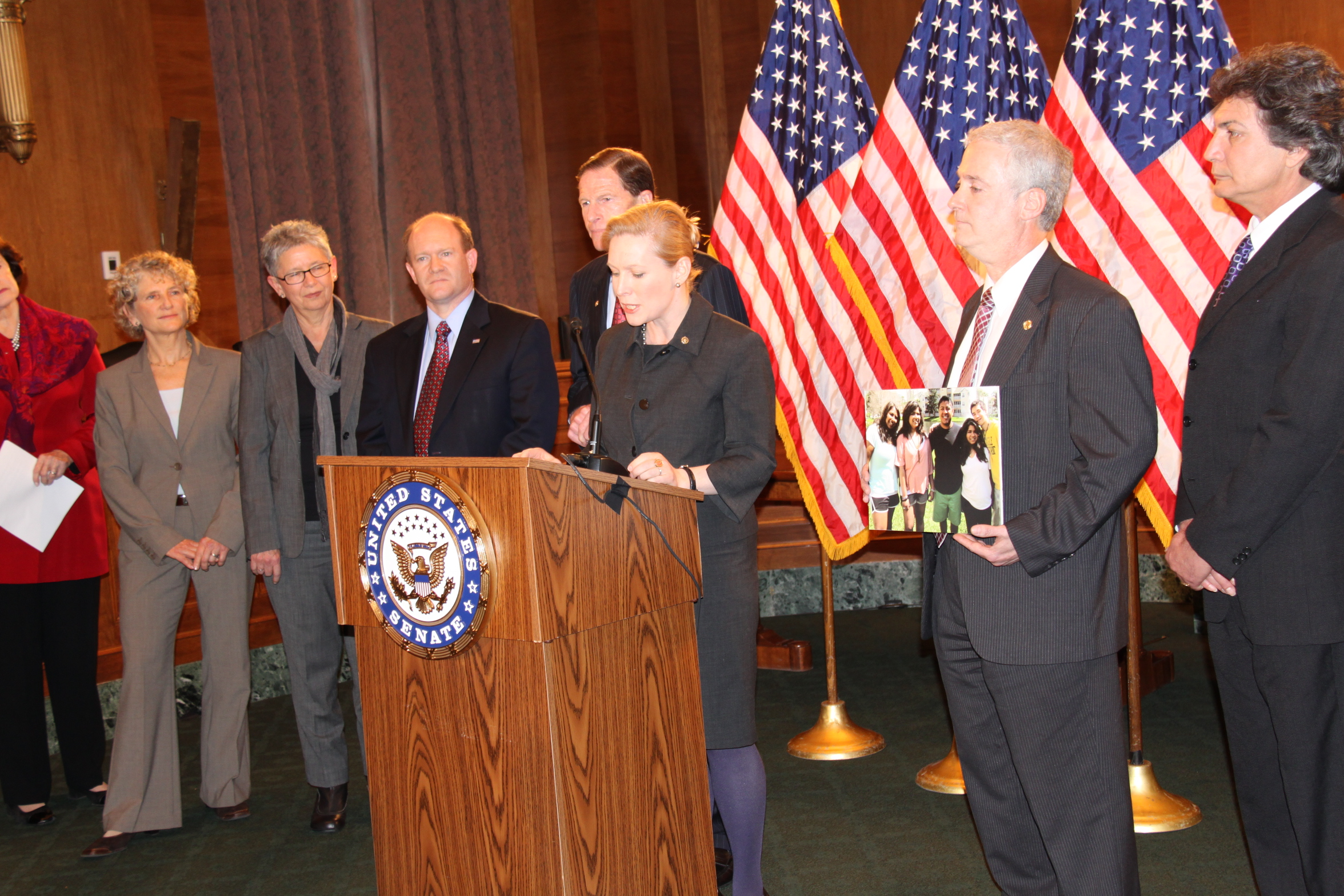
La senadora Kirsten Gillibrand presentó la Ley de Respeto al Matrimonio en 2011.

El 20 de julio de 2011, el senador Patrick Leahy, de Vermont, presidió la primera audiencia del Congreso sobre una propuesta para derogar la Ley de Defensa del Matrimonio (DOMA). El 25 de octubre de 2011, Leahy anunció que el Comité Judicial del Senado comenzaría el debate el 3 de noviembre de 2011, y que probablemente la votación del comité se realizaría la semana siguiente. El 3 de noviembre de 2011, el proyecto de ley fue debatido en el Comité Judicial del Senado, donde su aprobación era un hecho previsible, ya que los 10 miembros demócratas del comité, copatrocinadores del proyecto, aportaban los votos necesarios para aprobarlo; sin embargo, los republicanos del comité solicitaron que la votación se aplazara una semana. Durante el debate, la senadora Feinstein señaló que la DOMA niega a las parejas del mismo sexo más de 1,100 derechos y beneficios federales que se otorgan a todos los demás miembros de esa categoría —los matrimonios legalmente celebrados—, incluyendo derechos a beneficios conyugales del Seguro Social, protección contra impuestos sucesorios al fallecer un cónyuge y la posibilidad de declarar impuestos en conjunto y aplicar ciertas deducciones. El Comité Judicial del Senado votó 10–8 a favor de llevar el proyecto al pleno del Senado.

### 113.º Congreso (2013-2015)
Los patrocinadores del proyecto decidieron no volver a presentar la Ley de Respeto al Matrimonio en 2013 hasta que la Corte Suprema de los Estados Unidos emitiera una decisión en el caso United States v. Windsor. La volvieron a presentar el 26 de junio, el mismo día en que la Corte falló en ese caso que la Sección 3 de la Ley de Defensa del Matrimonio era inconstitucional.

### 114.º Congreso (2015-2017)
Los legisladores mencionados anteriormente, el representante Jerrold Nadler de Nueva York y la senadora Dianne Feinstein de California, volvieron a presentar la legislación el primer día del 114.º Congreso. Nadler comentó: “Debemos terminar el trabajo que comenzó la Corte Suprema”. En cuanto a copatrocinadores, la propuesta pronto reunió 77 en la Cámara de Representantes y 41 en el Senado. La noticia fue bien recibida por grupos defensores de los derechos LGBT, como la American Military Partner Association, que afirmó que debía haber una acción del Congreso para ayudar a las parejas del mismo sexo en el ámbito militar que buscan acceder a beneficios para veteranos.
La Sección 2 de la DOMA, la última disposición sustantiva de esa ley que seguía vigente tras United States v. Windsor, quedó obsoleta con el fallo de Obergefell v. Hodges en junio de 2015.

### 117.º Congreso (2021-2023)
El fallo de la Corte Suprema en Dobbs v. Jackson Women's Health Organization en junio de 2022 anuló Roe v. Wade y Planned Parenthood v. Casey. En su opinión concurrente, el juez Clarence Thomas postuló que el tribunal debería reconsiderar otros casos anteriores que otorgaron derechos basados en el debido proceso fundamental, incluido el derecho al matrimonio entre personas del mismo sexo reconocido en Obergefell, lo que generó preocupación entre los legisladores.

#### Primera votación de la Cámara
En julio de 2022, el presidente del Comité Judicial de la Cámara de Representantes, Jerrold Nadler (D-NY), la senadora Dianne Feinstein (D-CA), el presidente del Caucus de Igualdad LGBTQ+ del Congreso, David Cicilline (demócrata por Rhode Island), la senadora Tammy Baldwin (D-WI) y la senadora Susan Collins (R-ME) anunciaron la reintroducción de la Ley de Respeto al Matrimonio, que fue revisada para incluir protecciones para los matrimonios interraciales, con el fin de codificar el fallo Loving v. Virginia. La ley fue aprobada por la Cámara de Representantes (267–157) el 19 de julio de 2022, con 47 republicanos uniéndose a todos los demócratas para votar a favor.
| Votación del Senado por estado el 29 de noviembre |                                  |
|                                                   | Dos votos a favor                |
|                                                   | Un voto a favor y una ausencia   |
|                                                   | Un voto a favor y uno en contra  |
|                                                   | Dos votos en contra              |
|                                                   | Un voto en contra y una ausencia |

El Senado tenía previsto votar el proyecto de ley antes de las elecciones de medio mandato de 2022. Sin embargo, debido a que no estaba claro si obtendría los votos necesarios para cerrar el debate, el líder de la mayoría, Chuck Schumer, decidió postergar su consideración. El 14 de noviembre de 2022, un grupo bipartidista de senadores —incluidos Rob Portman (R-OH), Kyrsten Sinema (D-AZ), Thom Tillis (R-NC), Tammy Baldwin (D-WI) y Susan Collins (R-ME)— anunció que habían llegado a un acuerdo sobre una enmienda para incluir disposiciones que protegieran la libertad religiosa y aclararan que el proyecto no legalizaba el matrimonio polígamo. La enmienda especifica que las organizaciones religiosas sin fines de lucro no estarán obligadas a prestar servicios para la celebración o solemnización de matrimonios entre personas del mismo sexo. Poco después, el líder de la mayoría del Senado, Chuck Schumer, anunció que presentaría el proyecto de ley modificado ante el pleno del Senado.
El 16 de noviembre de 2022, el Senado aprobó la moción de clausura para proceder con el proyecto de ley enmendado (62–37). Los 50 senadores demócratas y 12 republicanos (Roy Blunt, Richard Burr, Shelley Moore Capito, Susan Collins, Joni Ernst, Cynthia Lummis, Lisa Murkowski, Rob Portman, Mitt Romney, Dan Sullivan, Thom Tillis y Todd Young) votaron a favor de avanzar con el proyecto de ley.
El 29 de noviembre de 2022, el Senado votó 61–36 a favor de aprobar el proyecto de ley.Votaron a favor 49 demócratas y los mismos 12 republicanos que anteriormente habían apoyado su avance. Dos republicanos (Ben Sasse y Patrick Toomey) y un demócrata (Raphael Warnock, quien fue copatrocinador del proyecto) no votaron.

#### Segunda votación de la Cámara
El 8 de diciembre de 2022, la Cámara de Representantes aprobó (258–169–1) la versión del Senado de la Ley de Respeto al Matrimonio, con 39 republicanos uniéndose a todos los demócratas para votar a favor.

### Promulgación como ley

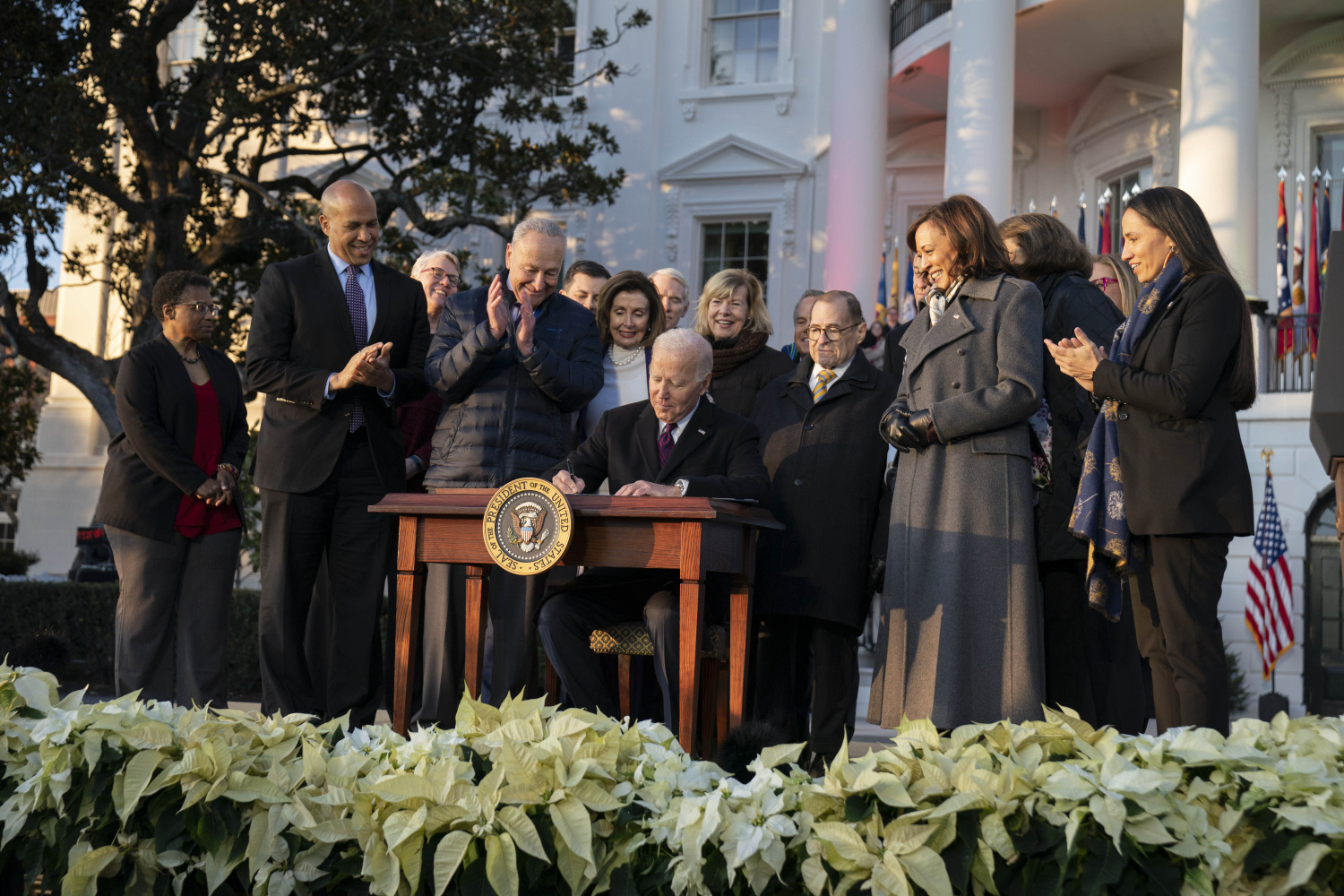
El presidente Biden firmando el proyecto de ley en la Casa Blanca el 13 de diciembre de 2022.

El 13 de diciembre de 2022, Biden firmó la Ley de Respeto al Matrimonio en una ceremonia realizada en los jardines de la Casa Blanca.En el evento hablaron Nancy Pelosi, Chuck Schumer, Kamala Harris y el propio presidente Biden, y contó además con presentaciones del Gay Men's Chorus de Washington D. C., así como de los músicos Sam Smith y Cyndi Lauper.También participaron como oradoras Gina Nortonsmith y Heidi Nortonsmith, la pareja lesbiana que formó parte de las siete parejas del mismo sexo que demandaron al estado de Massachusetts por el derecho al matrimonio igualitario en el caso Goodridge v. Department of Public Health de 2003.

## Opinión pública

### Matrimonio entre personas del mismo sexo
Una encuesta nacional de Grinnell College realizada en septiembre de 2022 encontró que el 74 % de los estadounidenses cree que el matrimonio entre personas del mismo sexo debería ser un derecho garantizado, mientras que el 13 % estaba en desacuerdo y otro 13 % se mostraba indeciso.
Gallup encontró que el apoyo público a nivel nacional al matrimonio igualitario para parejas del mismo sexo alcanzó el 50 % en mayo de 2011, el 60 % en mayo de 2015, y el 70 % en mayo de 2021.
El Pew Research Center encontró que el apoyo al matrimonio entre personas del mismo sexo fue del 40 % en 2010, del 50 % en 2013 y del 61 % en 2019. Para 2016, el 83 % de los estadounidenses de entre 18 y 29 años apoyaban el matrimonio igualitario. En 2018, el 60 % de los estadounidenses afirmó que no les importaría que su hijo se casara con alguien del mismo sexo.
Las encuestas anuales realizadas por Gallup cada mes de mayo en 2017, 2018, 2019 y 2020 encontraron que el apoyo al matrimonio entre personas del mismo sexo se mantuvo estable, con aproximadamente dos tercios de los estadounidenses indicando que dicho matrimonio debería ser reconocido como válido por la ley (se registró un rango del 63 % al 67 %). En 2020, el 67 % de los encuestados afirmó que el matrimonio entre personas del mismo sexo debería ser legalmente reconocido como válido.
A partir de 2021, existe una mayoría de apoyo al matrimonio entre personas del mismo sexo en 47 estados de EE. UU., con cifras que van desde el 50 % en Carolina del Sur hasta el 85 % en Massachusetts. En Alabama hay un apoyo en pluralidad, con un 49 % a favor y un 47 % en contra. Solo Misisipi y Arkansas presentan una mayoría en contra del matrimonio igualitario: en Misisipi, el 55 % se opone y el 44 % lo apoya; mientras que en Arkansas, el 52 % está en contra y el 47 % a favor.

### Matrimonio interracial
Gallup encontró que el apoyo público a nivel nacional al matrimonio interracial aumentó de aproximadamente un 4 % en 1958, a más del 50 % en 1994, y alcanzó el 94 % en 2021.
El matrimonio interracial ocupa un lugar destacado en la Ley de Respeto al Matrimonio. Este tipo de matrimonio fue legalizado por primera vez a través del histórico caso de la Corte Suprema Loving v. Virginia en 1967, en el cual la Corte presidida por el juez Warren determinó que las leyes que prohibían los matrimonios interraciales violaban las Cláusulas de Igual Protección y del Debido Proceso de la Decimocuarta Enmienda de la Constitución.
El tema del matrimonio interracial no fue abordado en la Ley de Defensa del Matrimonio (DOMA), que finalmente daría lugar a la aprobación de la Ley de Respeto al Matrimonio. El nuevo texto de esta última ley exige que los estados reconozcan y validen las licencias de matrimonio emitidas en otros estados a parejas interraciales.
A pesar del abrumador apoyo público al matrimonio interracial, la anulación en junio de 2022 de Roe v. Wade y Planned Parenthood v. Casey generó preocupaciones adicionales sobre la posibilidad de que el matrimonio interracial estuviera siendo amenazado por la Corte Suprema. Loving v. Virginia, Obergefell v. Hodges y la recientemente revocada Roe v. Wade fueron decididos en virtud de la cláusula del debido proceso de la Decimocuarta Enmienda, y esto es lo que muchos consideran la razón por la cual el matrimonio interracial fue incluido como una forma de matrimonio protegida bajo la Ley de Respeto al Matrimonio. También generó preocupación el hecho de que algunos políticos, como el senador Mike Braun, parecían haber comenzado a poner en duda la validez del fallo Loving v. Virginia.

### Opiniones de los políticos
La Ley de Respeto al Matrimonio fue aprobada con una votación de 258 votos a favor, 169 en contra, 1 presente y 4 ausentes el 8 de diciembre de 2022, y fue promulgada por el presidente Biden el 13 de diciembre de 2022.Un total de 39 republicanos se unieron a los 219 demócratas para votar a favor del proyecto de ley; el representante Adam Kinzinger tenía la intención de votar a favor, pero estuvo ausente en la votación final. Por ello, el proyecto se considera una votación bipartidista y el voto más favorable a los derechos LGBTQ+ en la historia del Congreso de los Estados Unidos.
La principal objeción expresada por los republicanos que se opusieron al proyecto de ley fue su posible impacto en la libertad religiosa. El republicano de Florida Mario Díaz-Balart declaró sobre su postura: “Mi historial demuestra que soy un defensor de larga data contra todo tipo de discriminación. Sin embargo, no puedo apoyar ningún esfuerzo que socave las libertades religiosas al no ofrecer salvaguardas legítimas para las organizaciones religiosas que se oponen basándose en sus creencias profundamente arraigadas.” El representante Díaz-Balart votó en contra del proyecto. La también republicana de Florida, María Elvira Salazar, se unió a él en la oposición. Ella afirmó: “Voté a favor de la primera versión del proyecto porque creo en la dignidad humana y en el respeto por todos los individuos. Sin embargo, no podemos aprobar leyes que promuevan un interés y pasen por alto protecciones legales consagradas para otros".
Para que el proyecto de ley pudiera ser aprobado como una iniciativa bipartidista, la versión final incluyó una enmienda destinada a aliviar las preocupaciones de algunos republicanos sobre los posibles efectos en la libertad religiosa.El republicano de Wisconsin Mike Gallagher votó en contra del proyecto durante la primera votación en la Cámara de Representantes, pero lo apoyó después de que el Senado introdujera las enmiendas, citando específicamente la enmienda sobre la libertad religiosa y la aclaración de que el proyecto no autorizaba el reconocimiento federal de la poligamia.
El presidente Biden firmó la Ley de Respeto al Matrimonio el 13 de diciembre de 2022, y tanto él como la vicepresidenta Kamala Harris expresaron su opinión sobre la ley en un discurso previo a la firma. En sus intervenciones, Harris y Biden destacaron otros momentos clave en la historia del matrimonio entre personas del mismo sexo, como el movimiento contra la Proposición 8. El presidente también hizo referencia a Mildred y Richard Loving, relatando su caso ante la Corte Suprema, así como el caso de Edie Windsor. Además, mencionó a varios senadores que desempeñaron un papel importante en la aprobación de la ley, incluyendo a Tammy Baldwin, Susan Collins, Chuck Schumer, Rob Portman, Kyrsten Sinema, Thom Tillis, Dianne Feinstein y Cory Booker, así como a la presidenta de la Cámara de Representantes, Nancy Pelosi, y al representante Jerry Nadler.

### Organizaciones religiosas
La versión final del proyecto de ley dividió a los grupos religiosos estadounidenses que se oponen al matrimonio entre personas del mismo sexo.Algunos, como la Iglesia de Jesucristo de los Santos de los Últimos Días,apoyaron la ley al considerarla un compromiso aceptable entre los derechos de las parejas LGBT y la libertad religiosa. Sin embargo, fue firmemente rechazada por otros, como la Conferencia de los Obispos Católicos de Estados Unidos y la Convención Bautista del Sur, debido a sus posturas tradicionales sobre la sexualidad.
El 15 de noviembre de 2022, la Iglesia de Jesucristo de los Santos de los Últimos Días emitió un comunicado sobre la Ley de Respeto al Matrimonio, calificando el proyecto como “el camino a seguir” al incluir “protecciones para la libertad religiosa mientras se preservan los derechos de las personas LGBTQ”. Al mismo tiempo, la Iglesia dejó en claro que su doctrina no cambiaría y que seguiría sin reconocer los matrimonios entre personas del mismo sexo. La Iglesia ha respaldado anteriormente cierta legislación a favor de los derechos LGBT, siempre y cuando esta incluyera también garantías para la libertad religiosa.
El 1 de diciembre de 2022, la Conferencia de los Obispos Católicos de Estados Unidos declaró que “Este proyecto de ley no incluye protecciones de conciencia claras, completas y afirmativas para las organizaciones religiosas e individuos que defienden la santidad del matrimonio tradicional, las cuales son necesarias.”
Líderes del Comité Conjunto Bautista que apoyaron la ley criticaron a los opositores por alimentar temores infundados al sugerir que los derechos civiles de otros implicarían una reducción de los derechos religiosos propios. Señalaron que la ley se refiere al matrimonio civil y no tiene ningún impacto en la institución religiosa ni en los ritos matrimoniales dentro de las comunidades de fe.
Otras denominaciones también respaldaron la medida. Más de 40 organizaciones religiosas, la mayoría de las cuales permiten matrimonios entre personas del mismo sexo en sus instalaciones y afirman la inclusión de fieles LGBT, firmaron una carta conjunta dirigida al Senado en apoyo de la ley. Entre ellas se encuentran la Iglesia Episcopal, la Iglesia Evangélica Luterana en EE. UU., Hindus for Human Rights, Interfaith Alliance, Jewish Women International, Muslims for Progressive Values, el National Council of Jewish Women, la Iglesia Presbiteriana (EE. UU.), la Reconstructionist Rabbinical Association, el Religious Action Center of Reform Judaism, la Sikh Coalition, la Unión para el Judaísmo Reformista, la Asociación Unitaria Universalista y la Iglesia Unida de Cristo.

### Opiniones de activistas
Activistas por los derechos LGBTQ elogiaron la Ley de Respeto al Matrimonio por codificar en la legislación algunas de las protecciones establecidas en Obergefell, aunque sostienen que la ley aún no alcanza todo lo que ese fallo garantizaba. Tanto activistas como académicos han señalado importantes limitaciones de la ley, como el hecho de que no exige a las organizaciones religiosas sin fines de lucro “proporcionar servicios, alojamientos, beneficios, instalaciones, bienes o privilegios para la solemnización o celebración de un matrimonio”. Al mismo tiempo, los activistas reconocen que el apoyo bipartidista a la ley es significativo,y refleja un cambio notable en la opinión pública que se ve reflejado en las acciones de los representantes del gobierno.